# Оразалин, Нурлан Мыркасымович
Нурлан Мыркасымович Оразалин (каз. Нұрлан Мырқасымұлы Оразалин; род. 13 июня 1947, Уйгурский район, Алматинская область) — казахстанский государственный деятель, поэт, драматург, заслуженный деятель Казахстана (1998), лауреат государственной премии Республики Казахстан в области литературы и искусства (2002).

## Биография
Родился 13 июня 1947 года в селе Большой Дихан Уйгурского района Алма-Атинской области. Происходит из рода албан Старшего жуза.
В 1970 году окончил Казахский государственный университет имени Кирова, получил специальность преподавателя казахского языка и литературы.
С 1970 по 1972 годы — Литературный сотрудник, старший литературный сотрудник газеты «Казахстан пионери».
С 1972 по 1984 годы — Инспектор, старший методист, член репертуарно-редакционной коллегии Министерства культуры КазССР.
С 1984 по 1986 годы — Директор Республиканского театра кукол КазССР.
С 1986 по 1990 годы — Секретарь, первый секретарь Союза театральных деятелей Казахстана.
С 1990 по 1993 годы — Заместитель председателя Комитета Верховного Совета Республики Казахстан по национальной политике, развитию культуры и языка.
С 1992 по 1996 годы — Главный редактор газеты «Егемен Казахстан».
С 1996 по 2002 годы — Первый секретарь Союза писателей Казахстана.
С 2002 по 2018 годы — Председатель Правления Союза писателей Казахстана.

## Прочие должности
Председатель Союза театральных деятелей Казахстана
Председатель ОО «Акжол»
Сопредседатель Международного писательского Фонда
Член Республиканского общественного штаба кандидата в Президенты Республики Казахстан Н. А. Назарбаева (09.2005-12.2005);
Член совета Общественной палаты при Мажилисе Парламента Республики Казахстан (с 20.11.2007);
Внештатный советник Премьер-Министра Республики Казахстан (с 02.2007);
Член совета директоров АО "РГ «Егемен Казахстан» (с 03.2009).

## Выборные должности, депутатство
- Депутат Верховного Совета Республики Казахстан 12-го созыва (от Союза театральных деятелей Казахстана), заместитель председателя Комитета Верховного Совета Республики Казахстан по национальной политике, развитию культуры и языка (1990—1994);
- Член Совета Республик Верховного Совета СССР, заместитель председателя Комитета Совета Республик Верховного Совета СССР по вопросам развития науки и народного образования (1991);
- Кандидат в депутаты Мажилиса Парламента Республики Казахстан 3-го созыва (2004);
- Депутат Сенат Парламента Республики Казахстан (с 08.2013)

## Творчество
Творчество Оразалина Н. М. умело сочетает в себе прекрасные поэтические национальные традиции с высокими политическими школами Запада и Востока.
В разные периоды своей жизни Нурлан Мыркасымович писал не только стихи и песни («Беймаза көңіл», «Сырнайлы шақ», «Көктем көші», «Жетінші құрлық», «Ғасырмен қоштасу», «Зеленый огонь» и другие), но и художественно-публицистическое эссе «Азаттық айдыны», сборник драматических произведений «Қырғын». Показ пьес «Шырақ жанған түн», «Тас киіктер», «Аққұс туралы аңыз», «Көктемнің соңғы кеші» и других с успехом проходит в театрах республики. Оразалин Н. М. — автор многочисленных литературно-художественных и публицистических статей, переводчик. Его произведения переведены на русский, киргизский, болгарский, турецкий, молдавский и узбекский языки.

## Награды и звания
Почётные звания
- Указом Президента Республики Казахстан от 11 декабря 1998 года награждён почётным званиям «Заслуженный деятель Казахстана» за большой вклад в развитие отечественной литературы.
- Государственная премия Республики Казахстан в области литературы и искусства за сборник стихов «Прощание с веком» (Указом президента РК от 22 декабря 2006 года)[2]
- Литературная премия имени Константина Симонова с вручением золотой медали (2007 года)
- Почётный гражданин города Алматы (30 августа 1998 года)
- Почётный гражданин Уйгурского района Алматинской области (15 августа 2001 года)
- Почётный гражданин Алматинской области (18 октября 2007 года)

Ордены
- 2005 — Орден Курмет[3]
- 2010 — Орден Парасат[4]
- 2017 — Орден «Барыс» ІІІ степени[5][6]
- 2022 (18 марта) — Орден «Барыс» І степени;[7]
- 2024 (23 октября) — Орден «Отан» один из высших орденов Республики Казахстан;[8]

Правительственные и юбилейные медали
- 1998 — Медаль «Астана»
- 2001 — Медаль «10 лет независимости Республики Казахстан»
- 2004 — Медаль «50 лет Целине»
- 2005 — Медаль «10 лет Конституции Республики Казахстан»
- 2006 — Медаль «Белсенді қызметі үшін» от партии «Нур Отан»
- 2006 — Медаль «10 лет Парламенту Республики Казахстан»
- 2008 — Медаль «10 лет Астане»
- 2011 — Медаль «20 лет независимости Республики Казахстан»
- 2012 — Медаль «Кітап мәртебесін арттыруға қосқан үлесі үшін»
- 2013 — «За личный вклад в развитие книжной культуры» (МПА СНГ)[9]
- 2014 — «Большая серебряная медаль Николая Гумилева»
- 2016 — Медаль «25 лет независимости Республики Казахстан»
- 2016 — Почётная грамота Совета МПА СНГ (24 ноября 2016 года, Межпарламентская ассамблея СНГ) — за активное участие в деятельности Межпарламентской Ассамблеи и её органов, вклад в укрепление дружбы между народами государств — участников Содружества Независимых Государств[10] и др.